# Geografia Mauretanii

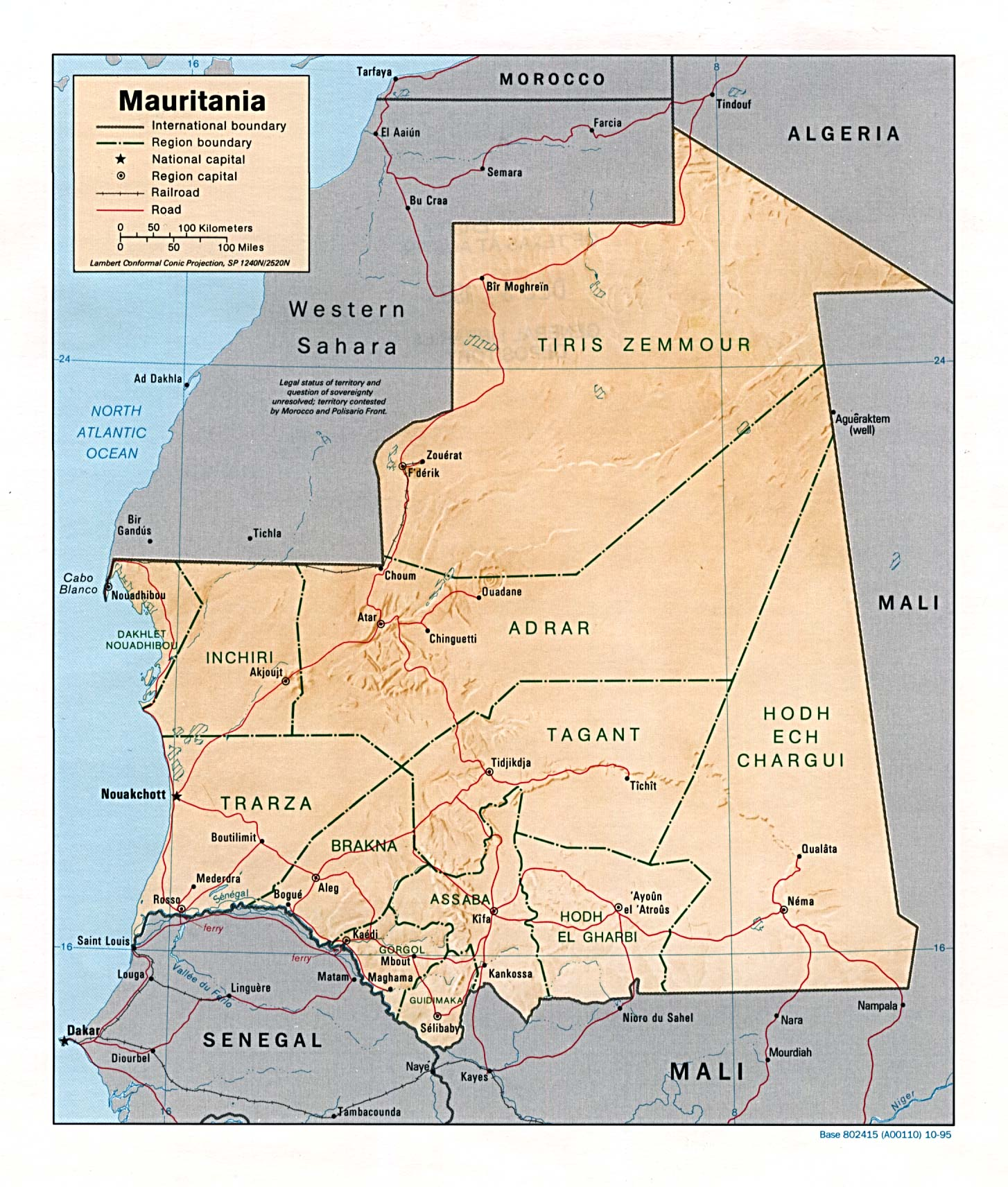
Mapa Mauretanii

Mauretania jest dużym krajem leżącym nad Oceanem Atlantyckim, na pograniczu Maghrebu i Czarnej Afryki. Mauretanię łączą wielowiekowe związki historyczne i kulturowe z Marokiem. W czasach kolonialnych Mauretania była obiektem rywalizacji o wpływy między Holandią, Wielką Brytanią i Francją. W 1903 roku stała się protektoratem, a następnie kolonią francuską. Uzyskała niepodległość w 1960 roku.

## Powierzchnia i granice
Powierzchnia – 1 030 700 km².
Skrajne punkty – północny 27°19'N, południowy 14°42'N, zachodni 17°07'W, wschodni 4°51'W. Granice kraju mają południkowy i równoleżnikowy przebieg. Szerokość kraju wynosi około 1050 km, a długość około 1160 km.
Mauretania graniczy z następującymi państwami:
- Algieria – 463 km
- Mali – 2237 km
- Sahara Zachodnia – 1561 km
- Senegal – 813 km

Długość linii brzegowej wynosi 754 km

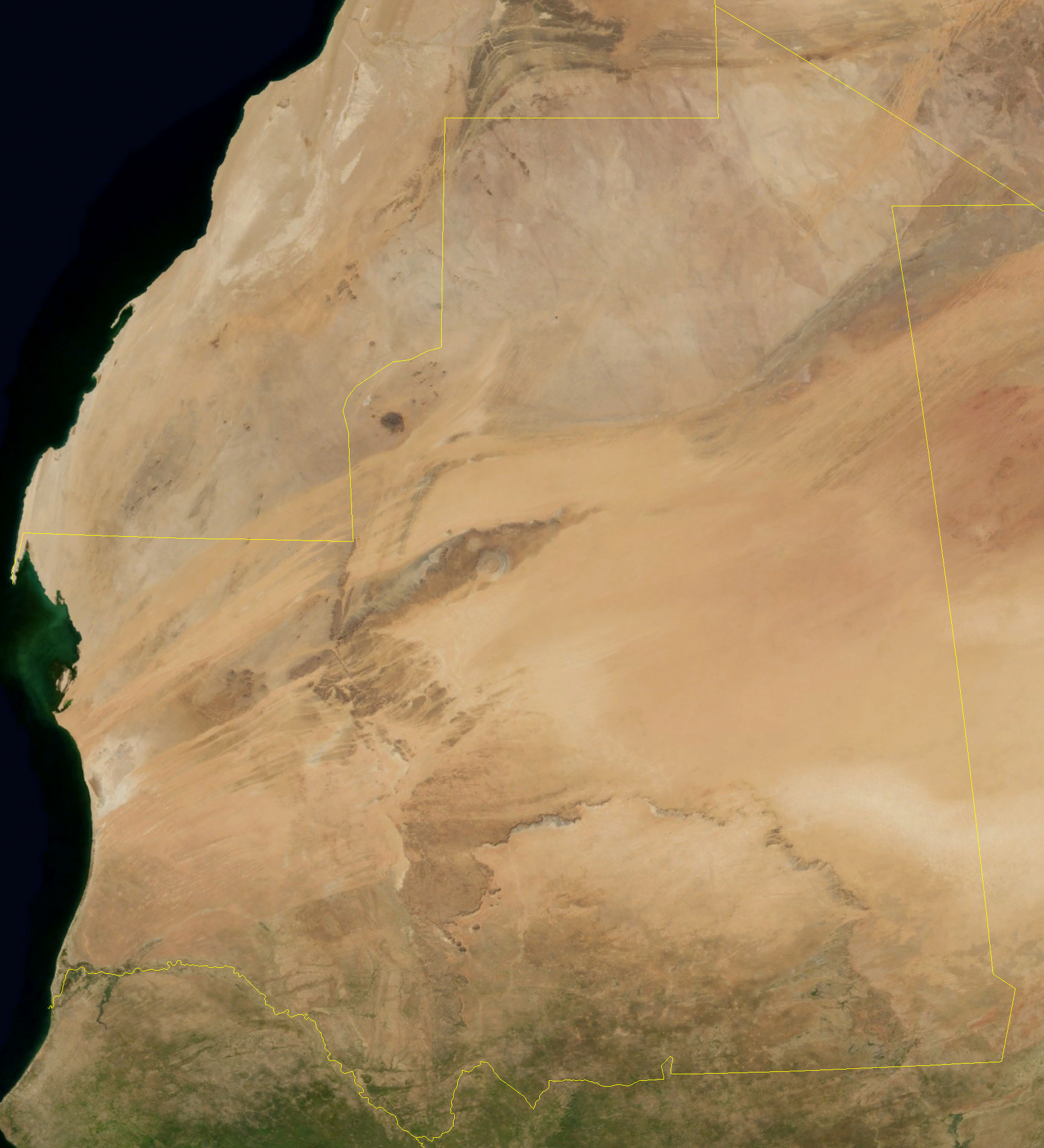
Mauretania widziana z kosmosu

## Budowa geologiczna i rzeźba
Mauretania jest położona w zachodniej część platformy saharyjskiej, na krystalicznym cokole pochodzenia prekambryjskiego. Kraj dzieli się na trzy obszary geologiczne, są to: tarcza Regueibat na północy, niecka Tuedani na południowym wschodzie i niecka sedymentacyjna na zachodzie w strefie wybrzeża. Południowo-wschodnia część kraju jest zbudowana ze skał osadowych, które pochodzą z różnych epok, są to głównie piaskowce i wapienie. Zachodnia część kraju stanowi obszar zbudowany z mezozoicznych piaskowców i wapieni.
Mauretania to kraj niskich gór, a większość jej terytorium stanowią płaskie i miejscami faliste wyżyny o przeciętnej wysokości 300 m n.p.m. Miejscami występują wzniesienia wyspowe, szczególnie w północnej części kraju. Żadna z tych formacji nie osiąga 1000 m n.p.m. Najwyższy szczyt kraju – góra Kidjat Idżdżil wznosi się na 915 m n.p.m. Góra ta leży na płaskowyżu Adrar. U podnóża wyżyn rozpościerają się monotonne powierzchnie żwirowe, a potężne wydmy zalegają na wschodzie i na południu. Dochodzą on aż do wybrzeża, którego linia brzegowa jest słabo urozmaicona.

## Klimat
Większość kraju znajduje się pod wpływem klimatu zwrotnikowego suchego, jedynie południowe krańce tego kraju leżą w strefie klimatu podrównikowego suchego. W rejon tych obszarów docierają w okresie letnim masy wilgotnego powietrza znad Zatoki Gwinejskiej. Cały obszar Mauretanii cechuje się dużą suchością pogody, zwłaszcza obszary leżące w północnej części kraju.

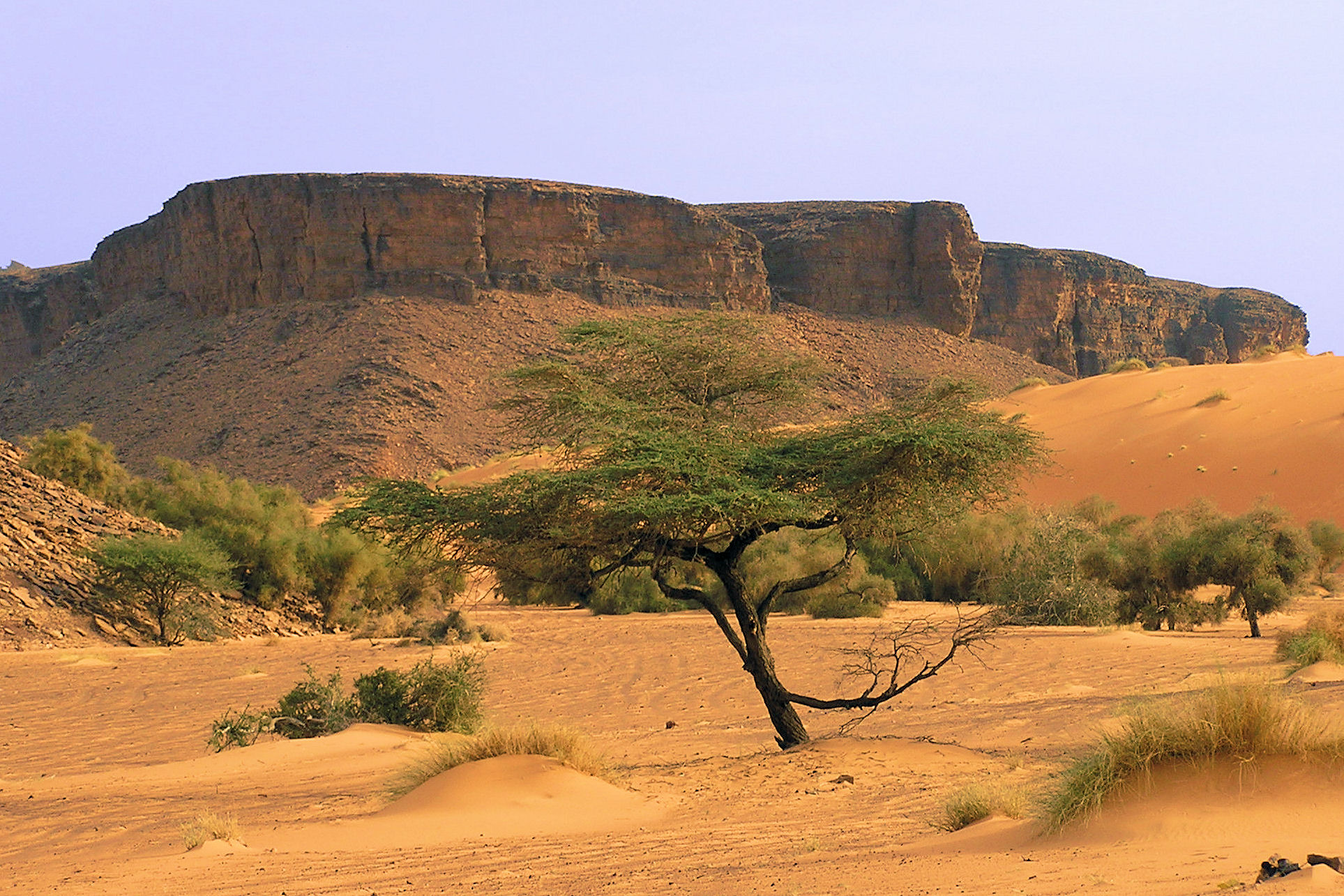
Pustynny region Adraru

Obszary na północ od 17°N znajdują się pod wpływem klimatu zwrotnikowego. Deszcze są tam epizodyczne lub nie ma ich wcale. Wysokość opadów nie przekracza 100 mm rocznie, a w północno-wschodniej części kraju maksymalnie 50 mm. W większości przypadków deszcze padają tam bardzo rzadko, często występują lata pozbawione opadów. Na szerokości stolicy kraju Nawakszut średnio rocznie spada do 150-170 mm deszczu. Cała północna i środkowa część kraju charakteryzuje się wysokimi temperaturami i ich dużymi amplitudami. W głębi lądu latem temperatury powyżej 40 °C są normą, zimą jest chłodniej – średnio około 20 °C. W nocy występują spadki nawet poniżej zera.
Inaczej jest w strefie nadbrzeżnej. Zimny Prąd Kanaryjski skutecznie ochładza powietrze, łagodząc temperatury. Latem średnie wartości wahają się od 26 do 30 °C, zimą zaś od 18 do 23 °C. Nad oceanem dobowe wahania temperatur są niskie.
Na południu kraju, gdzie występuje klimat podrównikowy suchy, opady deszczu są nieco wyższe; jednak i tam mają deszcze mają charakter epizodyczny. Średnio jest to od 250 do 300 mm rocznie, z maksimum opadowym latem, podczas gdy w okresie zimowym nie spada ani jedna kropla deszczu. Tylko na samym południu w rejonie granicy z Senegalem opady roczne przekraczają 300 mm. Temperatury są tam wysokie, jednak nie występują tam 40 stopniowe upały, choć amplitudy są dość duże. Zimą średnie wartości na południowych krańcach Mauretanii wynoszą od 20 do 24 °C, latem od 25 do 30 °C.
Kraj corocznie jest nękany przez susze, które niosą za sobą tragiczne skutki, dla ubogiej ludności stanowiącej większość tym kraju.

## Wody
Sieć rzeczna jest bardzo uboga, nie tylko pod względem ilości cieków wodnych i jezior, ale też pod względem ich zasobności. Jedyna rzeka stała w kraju, niosąca duże ilości wody, to Senegal, który jest rzeką graniczną Mauretanii z krajem o tej samej nazwie. Senegal charakteryzuje się dużymi wahaniami wodostanu. W środkowej części kraju występują rzeki okresowe, pojawiające się na krótki czas w okresie opadów. Na północy nie ma rzek w ogóle, występują tylko suche uedy, gdzie woda pojawia się raz na kilka lat.
Jedynym źródłem wody, którą można pozyskiwać na północy kraju, są podziemne wody artezyjskie, charakterystyczne dla obszarów pustynnych, gdzie na powierzchni nie ma wody.

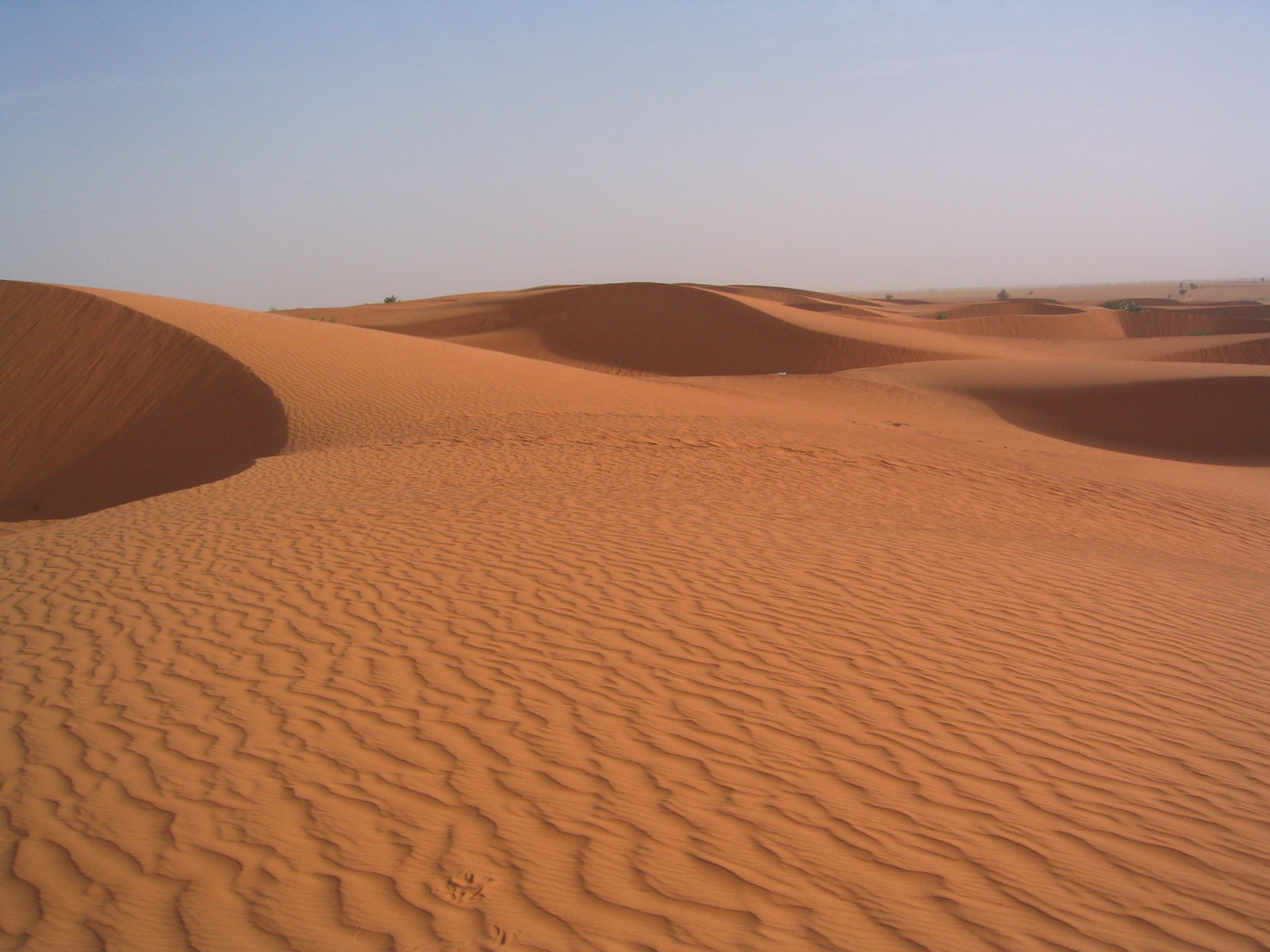
Pustynia piaszczysta w Mauretanii

## Gleby
Pokrywa glebowa w kraju jest nierodzajna, zwłaszcza na północy, gdzie występują ernosole i regosole. Reszta obszarów północnej części kraju to wydmy i obszary pustyń żwirowych, pozbawione pokrywy glebowej. Jedynie w południowo-zachodniej części kraju występują nieco żyźniejsze piaszczyste arenosole.

## Flora
Jako że Mauretania należy do najsuchszych krajów świata, szata roślinna jest bardzo skąpa i uboga gatunkowo. Jedynie południowe krańce państwa są porośnięte suchą sawanną sahelską, gdzie w dużym rozrzedzeniu rośnie Acacia verek, która jest źródłem gumy arabskiej. Inne gatunki akacji jak Acacia raddiana, występują na tarczy Regueibat i nad wybrzeżem Atlantyckim. Poza nią powszechnym drzewem jest palma daktylowa. W środkowej części kraju powszę i skąpa szata roślina reprezentowana jest przez suche krzewy.
Północna część Mauretanii jest niemal pozbawiona roślinności. Tylko na dnie uedów rosną gdzieniegdzie trawy. Wszędzie indziej występuje roślinność kserofityczna, taka jak różne gatunki ciernistych krzewów i inne rośliny zaliczane do sukulentów, które są odporne na brak wody.

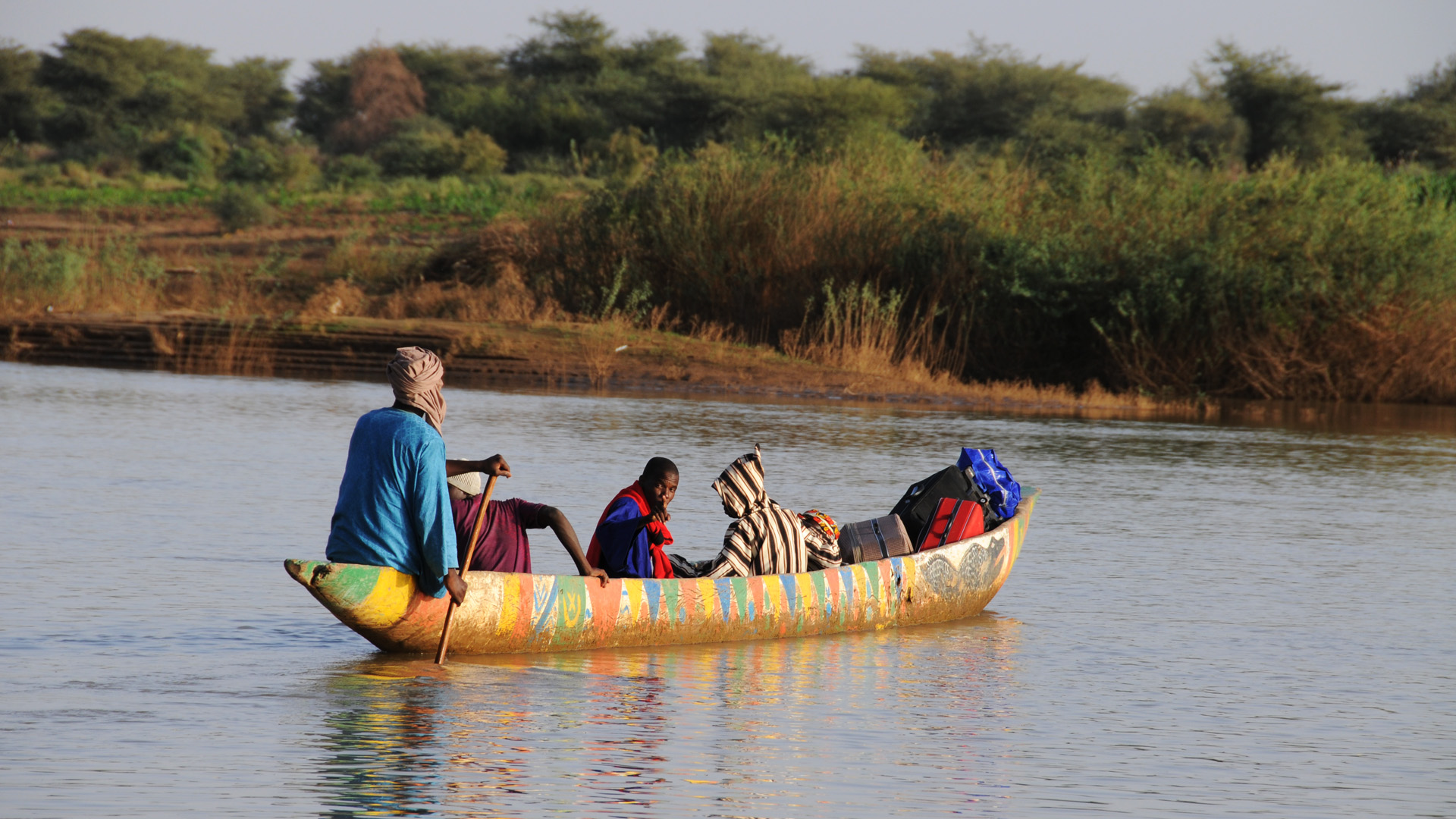
Tubylcy przeprawiający się przez rzekę Senegal

## Fauna
Tak jak szata roślinna, tak samo świat zwierząt jest ubogi. Spotkać można liczne jeszcze gazele, a wśród drapieżników: lwy, gepardy, hieny i szakale. Na pustyni żyją skorpiony i węże, jak na przykład żmija rogata. Wśród ptaków występują głównie strusie, a nad Senegalem perkozy i pelikany. Poza nimi występuje kilka gatunków bocianów, zarówno tych migrujących jak tych rodzimych min. dławigad afrykański. Na wybrzeżu bytują mewy i rybitwy.
Na wybrzeżu, na południe od Nawazibu, utworzono rozległy Park Narodowy Banc d'Arguin (założony w 1976), który w 1989 roku został wpisany na Listę Światowego Dziedzictwa Ludzkości UNESCO.